# 阿尔维尔 (默兹省)
阿尔维尔（法語：Harville）是法国默兹省的一个市镇，属于凡尔登区（Verdun）沃厄夫尔地区弗雷斯内县（Fresnes-en-Woëvre）。该市镇总面积5.54平方公里，2009年时的人口为109人。

## 人口
阿尔维尔人口变化图示